# The Slovak Spectator
The Slovak Spectator – anglojęzyczny tygodnik wydawany na Słowacji. Został zapoczątkowany w 1995 roku. Należy do wydawcy Petit Press.